# Lateral (anatomía)
Lateral, en anatomía, se refiere a la situación de una estructura, víscera, órgano, etc., con relación a otro, respecto del Plano sagital#Medial y lateral (que es el plano que contiene a los ejes anteroposterior y vertical y que se sitúa en la línea media simétrica). El más lateral es el que está más lejos de la línea media.
- Datos: Q2685072